# 李宜錦
李宜錦，（1977年—）出生於臺灣高雄，台灣小提琴演奏家。

## 生平
於高雄中學畢業後，即赴美就讀新英格兰音乐学院，期間師事小提琴大師葛拉米安的嫡傳弟子布斯威爾 (James Buswell) 教授。2002年學成歸國，隨即擔任國家交響樂團 (NSO) 副首席的職位，後於2004年受聘成為國家交響樂團創團以來最年輕的首席。

歷年來曾經先後獲得Musicorda Concerto Competition首獎、Fischoff International Chamber Music Competition銀牌等獎項。亦曾受邀參加泛太平洋音樂季（1998）、坦格鎢音樂季（2000）、德國什列斯威－霍爾斯坦音樂節（2001）及日本霧島國際音樂祭（2014~2016）。
李宜錦於2019年，在任國家交響樂團首席的最後一場演出音樂會「璀璨雙城2─奧匈霞輝」，接著將離開國家交響樂團，轉任國立台北藝術大學教職。

## 外部連結
- 2017誠品室內樂節《首席‧序曲 II》─專訪NSO首席李宜錦：用心過一種適速生活  （页面存档备份，存于）
- 一隻孤傲的鷹 - NSO首席李宜錦談西貝流士小提琴協奏曲